# Оссолинский, Максимилиан
Максимилиан Оссолинский (1588—1655) — государственный деятель Речи Посполитой, хорунжий сандомирский (1624), подкоморий сандомирский (1633), подскарбий надворный коронный (1636—1648), каштелян черский (1648), староста бецкий и мальборкский.

## Биография
Представитель польского магнатского рода Оссолинских герба «Топор». Младший сын старосты саноцкого Яна Збигнева Оссолинского (1555—1623) от первого брака с Ядвигой Сененской. Братья — воевода сандомирский Кшиштоф Оссолинский (1587—1645) и канцлер великий коронный Ежи Оссолинский (1595—1650).
Вместе с младшим братом Ежи учился в иезуитским коллегиуме в Люблине в 1596 году, затем путешествовал по Западной Европе, посетив Италию и Нидерланды. После возвращения на родину в 1607 году стал дворянином епископа плоцкого Мартина Шишковского, затем стал дворянином королевским.
В 1618 году был избран послом на сейм от Сандомирского воеводства. В 1621 году принял участие в разгроме турецко-татарской армии в битве под Хотином, где командовал собственным отрядом гусар.
В 1626-1629 годах вместе со старшим братом Кшиштофом Оссолинским Максимилиан участвовал в военной кампании против шведов в Пруссии. В 1633-1634 годах принимает участие в смоленской кампании польского короля Владислава IV Вазы. В 1633 году получил от старшего брата Кшиштофа должность подкомория сандомирского. В 1636 году после Ежи Оссолинского был назначен подскарбием надворным коронным.
Ему принадлежали староста стопницкое, бецкое и мальборкское. После смерти своего отца в 1623 году получил во владение имения Цепелюв и Мелец, после смерти своего младшего брата Ежи в 1650 году унаследовал некоторые из его имений.
Максимилиану Оссолинскому принадлежали имения Оссолин, Климонтув, Козлув, Згурско, Мелец и Садовице.

## Семья
Был дважды женат. В 1611 году женился на Елене Казановской (ум. перед 1636), от брака с которой имел детей:
- Ян Оссолинский (1612—1682), командор Мальтийского ордена в Познани
- Станислав Оссолинский (1615—1643), каноник краковский
- Збигнев Оссолинский (ум. 1675), аббат koprzywnicki
- Владислав Кшиштоф Оссолинский (ум. 1696), каноник краковский и плоцкий
- Иероним Оссолинский (1616—1651), дворянин королевский
- Ежи Оссолинский (ум. 1651), староста любельский
- Александр Оссолинский (ум. между 1691 и 1706)
- Вениамин Оссолинский (1627—1664)

Около 1643 года вторично женился на Катажине Глебоцкой (ум. 1683/1684), от брака с которой двух сыновей и трех дочерей:
- Максимилиан Иероним Оссолинский (ум. 1710/1712)
- Михаил Оссолинский (ум. после 1711)
- Катажина Оссолинская, монахиня
- Максимилиана Оссолинская, жена воеводы равского Яна Альбрехта Липского
- София Оссолинская, жена каштеляна пшемысльского Мартина Красицкого